# У русі
«У русі» — російський художній фільм режисера Філіпа Янковського, знятий 2002 року.

## Зміст
Робінзон Крузо, який залишився на безлюдному острові на самоті, склав розпорядок свого дня: час для роботи, час для відпочинку й час для розваг. Саша Гур'єв – веселун і ловелас, цинічний та скандальний журналіст – не може дозволити собі такого розпорядку. Йому й на думку не спадає дотримуватись якогось плану. Він хоче все й одразу, не може обрати щось одне, щодня змінює рішення, бо боїться упустити щось єдино правильне, й, природно, упускає. Він раб того темпу, в який загнав себе сам, і не може вирватися з цього бігу по колу. Його «солодке життя» б'є ключем — і все по голові.

## Ролі
| Актор                    | Роль                  |
| ------------------------ | --------------------- |
| Костянтин Хабенський     | Саша Гур'єв           |
| Оксана Фандера           | Віра                  |
| Оксана Акіньшина         | Аня                   |
| Федір Бондарчук          | Газізов               |
| Марина Голуб             | працівниця архіву     |
| Леонід Громов            | слідчий               |
| Сергій Гусинський        | судовий пристав       |
| Михайло Єфремов          | Вован                 |
| Анастасія фон Калманович | Ольга                 |
| Гоша Куценко             | гість                 |
| В'ячеслав Разбєгаєв      | наречений у клубі     |
| Олексій Макаров          | Олексій               |
| Павло Меленчук           | Саньок                |
| Костянтин Мурзенко       | мужик із портфелем    |
| Геннадій Островський     | офіціант              |
| Олена Перова             | Ліза Колесова         |
| Ольга Сидорова           | Лена Зоріна           |
| Олександра Скачкова      | Люда                  |
| Олександр Тютрюмов       | представник Мегабанку |
| Микола Чиндяйкин         | Мітягін               |

## Знімальна група
- Режисер — Пилип Янковський
- Сценарист — Геннадій Островський
- Продюсер — Федір Бондарчук, Віктор Глухов, Сергій Мелькумов
- Композитор — Данила Калашник